# Michele Scoto
Michele Scoto (in inglese Michael Scot; Scozia, 1175 circa – 1232  circa o 1236) è stato un filosofo scolastico, astrologo e alchimista scozzese, attivo presso la corte siciliana di Federico II di Svevia. È considerato il più importante averroista medievale, anche se non fu un seguace delle tesi averroistiche. Fu il primo a far conoscere i commenti di Averroè alle opere aristoteliche in Occidente, contribuendo al recupero del retaggio filosofico aristotelico nell'Europa latina.

## Biografia
Scozzese d'origine, si formò forse a Oxford, Parigi e Bologna, mentre a Toledo (dove fu nel 1217), allora centro della cultura ispanico-moresca, apprese probabilmente l'arabo e tradusse molte opere, con un importante contributo alla diffusione delle teorie di Aristotele in Europa, tramite la traduzione delle opere di Averroè e Avicenna. Si attribuiscono a Michele Scoto, non senza qualche riserva, la traduzione latina del De animalibus di Aristotele, che probabilmente attrasse l'interesse dell'imperatore Federico II già nel 1220 (anno in cui rientrava in Italia dalla Germania), nonché di altri scritti aristotelici quali il De anima, il De physica, il De metaphysica, il De substantia orbis, il De generatione et corruptione e i Parva naturalia. Inoltre a Michele Scoto si ascrivono le traduzioni arabo-latine dei commenti di Averroè alle opere aristoteliche.
Quale esperto di matematica, filosofia e astrologia entrò alla corte dell'Imperatore Federico II di Hohenstaufen a Palermo, per il quale fu filosofo, astronomo e astrologo, e avrebbe fatto molte predizioni, alcune delle quali riguardanti varie città italiane. All'imperatore è dedicata fra l'altro la sua traduzione dell'Abbreviatio Avicenne de animalibus, ancora con il commento di Avicenna.
Il suo nome viene citato da Dante Alighieri nel canto XX dell'Inferno (all'interno della bolgia degli indovini) come Michele Scotto; egli era noto ai tempi di Dante per essere stato una sorta di mago alla corte del re di Sicilia e imperatore Federico (secondo la leggenda avrebbe predetto a Federico II il luogo della sua morte in una località dal nome di un fiore, che fu poi Castel Fiorentino nei pressi di Torremaggiore).
(Dante Alighieri, Inferno - Canto ventesimo, vv. 115-117)
Sue si diceva fossero anche molte profezie sull'avvento dell'Anticristo, la cui figura ebbe vasta risonanza grazie al poema di Adso da Montier-en-Der (Libellus de Antichristi).
Sulla fama di Michele come personaggio dotato di capacità di indovino e profeta si soffermò Giovanni Villani (nella sua opera "Nova Cronica") il quale scrisse:
(Citato in Piero Morpurgo, Michele Scoto, in Federiciana (2005))
Viene citato come Michele Scotto anche da Giovanni Boccaccio (che ne tramandò anch'egli la fama di maestro di negromanzia) nel Decameron, e più precisamente nella nona novella dell'ottava giornata (dedicata alle beffe).
(Giovanni Boccaccio, Decameron, Giornata VIII, novella 9)
Tutte queste notizie, frutto di vociferazioni del tempo, sono segno del fatto che si intendesse diffondere la leggenda del carattere diabolico della corte di Federico II in un'epoca di forti contrasti politici con la curia papale. Michele fu in realtà uno dei tanti studiosi (tra i quali Leonardo Fibonacci, Guglielmo di Saliceto, Rolando da Cremona, Jacob Anatoli) certo tra i più preclari, che frequentarono il cenacolo federiciano, nel quale l'imperatore cercava frequenti consulti con molti scienziati e nel cui contesto si sviluppavano anche aspre contese scientifiche e dottrinali.  La seconda versione del famoso libro di Leonardo Fibonacci sulla Matematica, Liber abaci, fu dedicata a Michele Scoto nel 1228 ed è stato suggerito che lo stesso Michael Scot abbia anche giocato un ruolo nella presentazione della Successione di Fibonacci. Uno studio recente di un passo scritto da Michael Scot sugli arcobaleni multipli, un fenomeno che è stato compreso solo dalla fisica moderna e da recenti osservazioni, suggerisce che Michael Scot poteva perfino avere avuto contatti con il popolo Tuareg nel deserto del Sahara.
Alcune fonti riferiscono che l'imperatore Federico utilizzò studiosi come Michael Scot in qualità di inviati presso sovrani Arabi, come al-Kamil, per scambi diplomatici e accademici, data la sua conoscenza dell'Arabo, e che persino portò con sé Michael Scot durante la sesta crociata (Terra santa) nel 1228-1229..
La sua opera maggiore è il Liber introductorius, che rivela spiccati interessi magici, astrologici e alchemici, è composta in realtà di tre libri: il Liber quattuor distinctionum, di interesse astronomico e astrologico; il Liber Phisionomiae, opera di filosofia della natura; il Liber particularis, concepito per rendere più comprensibile l'astrologia agli studenti.
Nell'Ars Alchemiae, Michele Scoto offre un trattato di alchimia in cui l'enfasi cade sulle operazioni pratiche, presentando un quadro documentato della diffusione dell'alchimia nel mondo mediterraneo contemporaneo. L'opera offre interessanti paralleli con il De aluminibus et salibus di Razi e la Schedula diversarum artium di Teofilo da Stavelot.
Secondo una leggenda predisse la sua propria morte, dovuta ad una ferita alla testa causata dalla caduta di una pietra. Per sfuggire alla sorte costruì un casco in metallo che non si toglieva mai, ma che non lo protesse quando in una chiesa  una pietra si staccò dal soffitto e lo colpì alla testa uccidendolo sul colpo mentre assisteva alla messa, a capo scoperto.

## Opere
- Liber introductorius
- Liber de particolaribus
- Physionomia

Le seguenti tre opere sono parti di un'opera sull'astrologia:
- Ars Alchemiae
- Divisio Philosophiae, di cui ci son pervenuti solo frammenti
- Quaestiones Nicolai Peripatetici, opera andata perduta

## Edizioni critiche
- Michele Scoto, Antiche scienze del corpo e dell'anima. Il Liber phisionomiae, a cura di Franco Porsia, Taranto, Chimienti ed., 2009.
- Michel Scot, Liber particularis. Liber physonomie. Édition critique, introduction et notes par Oleg Voskoboynikov, Micrologus Library, 93, Firenze,  SISMEL-Edizioni del Galluzzo, 2019.